# Pouczani przez Boga
Pouczani przez Boga – ogólnoświatowa seria kongresów (dużych spotkań religijnych) zorganizowanych przez Świadków Jehowy, które rozpoczęły się w czerwcu 1993 roku, a zakończyły w styczniu 1994 roku.

## Cel kongresu
Hasło kongresu oparte było na wersecie biblijnym: „Poucz mnie, Jehowo” (Ps 86:11 NW).
Czterodniowy program miał na celu „uwypuklić ważne aspekty kształcenia biblijnego, które w dzisiejszych czasach wzmagania się problemów osobistych i zamętu na świecie stanowią dla chrześcijan ochronę. Program miał na celu pomóc stawić zdecydowany opór ’wszystkiemu, co się sprzeciwia zdrowej nauce’, a także stać się lepszymi nauczycielami Słowa Bożego (1 Tm 1:10). Miał zachęcić Świadków Jehowy, do dalszego głoszenia i nauczania dobrej nowiny o Królestwie Bożym, które usunie wszelkie problemy ludzkości”. „Program przypomniał obecnym, że prawdziwą, zbawczą wartością odznaczają się jedynie pouczenia zawarte w Słowie Bożym, Biblii”.

## Kongresy międzynarodowe
W kongresach międzynarodowych i w niektórych zgromadzeniach okręgowych brali udział członkowie Ciała Kierowniczego. Delegaci zagraniczni zwiedzili miejscowe Biura Oddziału oraz inne atrakcje turystyczne w danym kraju. Relacje z kongresów międzynarodowych przedstawiono w filmie „Zjednoczeni dzięki pouczeniom Bożym”, którego wydanie ogłoszono podczas kongresu „Bojaźń Boża” w roku 1994.

### Chile
W kongresie na Estadio Nacional de Chile w Santiago w Chile uczestniczyło przeszło 80 000 osób, w tym delegaci z 24 krajów. 1039 delegatów z Argentyny po raz pierwszy uczestniczyło w kongresie za granicą. Świadkowie Jehowy przygotowali zadaszenie stadionu o powierzchni 40 000 m².

### Filipiny
Kongres zorganizowano na pięciu obiektach w Manili na Filipinach, przemówienia członków Ciała Kierowniczego, były transmitowane do wszystkich miejsc zgromadzeń. Na kongresie ogłoszono wydanie i udostępniono Chrześcijańskie Pisma Greckie w Przekładzie Nowego Świata w języku cebuańskim, ilokańskim i tagalskim (wydane w j. angielskim w roku 1950).

### Hongkong
W Hongkongu odbyły się dwa kongresy, w których uczestniczyło 3800 delegatów z 33 krajów. Dodatkowo uczestnicy otrzymali wideokasetę „Świadkowie Jehowy – organizacja godna swej nazwy” wydaną języku chińskim (w j. angielskim wydana w 1990 roku).

### Kenia
W Nairobi w Kenii odbyły się dwa zgromadzenia międzynarodowe. Z 44 krajów przybyło prawie 4000 delegatów. Liczba obecnych wyniosła 17 875 osób.

### Kolumbia
Kongres w Kolumbii odbył się na Estadio El Campín w Bogocie. Uczestniczyło w nim przeszło 40 000 osób, w tym 3000 delegatów z 31 krajów, m.in. z Kolumbii, Boliwii, Ekwadoru, Hiszpanii, Japonii, Meksyku, Wenezueli. W porcie lotniczym w Bogocie przyjęto 71 samolotów z 31 krajów, którymi przybyli delegaci z 6 kontynentów.

### Republika Południowej Afryki
W Republice Południowej Afryki odbyły się jednocześnie, po raz pierwszy, cztery kongresy międzynarodowe – w Johannesburgu, Durbanie, Kapsztadzie i Pretorii. Ogółem uczestniczyło w nich 75 312 osób, w tym delegaci z 34 krajów, między innymi z Japonii, Mozambiku, Stanów Zjednoczonych, Surinamu, Wielkiej Brytanii, Zambii i z kilku państw europejskich. Ochrzczono 1360 osób. Ponadto odbyło się 20 zgromadzeń okręgowych. W dziewięciu miejscowych językach udostępniono nowo wydane publikacje.

### Rosja
W dniach od 22 do 24 lipca kongres międzynarodowy odbył się na stadionie Lokomotiwu w Moskwie. Uczestniczyli w nim delegaci z 30 krajów. Przeszło tysiąc delegatów przybyło z Japonii i Korei Południowej, prawie 4000 z Kanady i Stanów Zjednoczonych, a dalsze tysiące z Afryki, Europy i krajów południowego Pacyfiku.
W języku rosyjskim i ukraińskim ogłoszono wydanie i udostępniono broszurę „Na czym polega sens życia?”, podręcznik „Poradnik dla teokratycznej szkoły służby kaznodziejskiej” (wydany w j. angielskim w 1970 roku) oraz książkę „Mój zbiór opowieści biblijnych” (wydana w j. angielskim w 1978 roku). Ochrzczono 1489 osób. W przygotowaniu kongresu wzięło udział 4752 wolontariuszy, w tym Świadkowie Jehowy z Niemiec.
Ogółem w trzech zgromadzeniach w Rosji uczestniczyło 32 582 osób, a 2454 ochrzczono.

### Ukraina

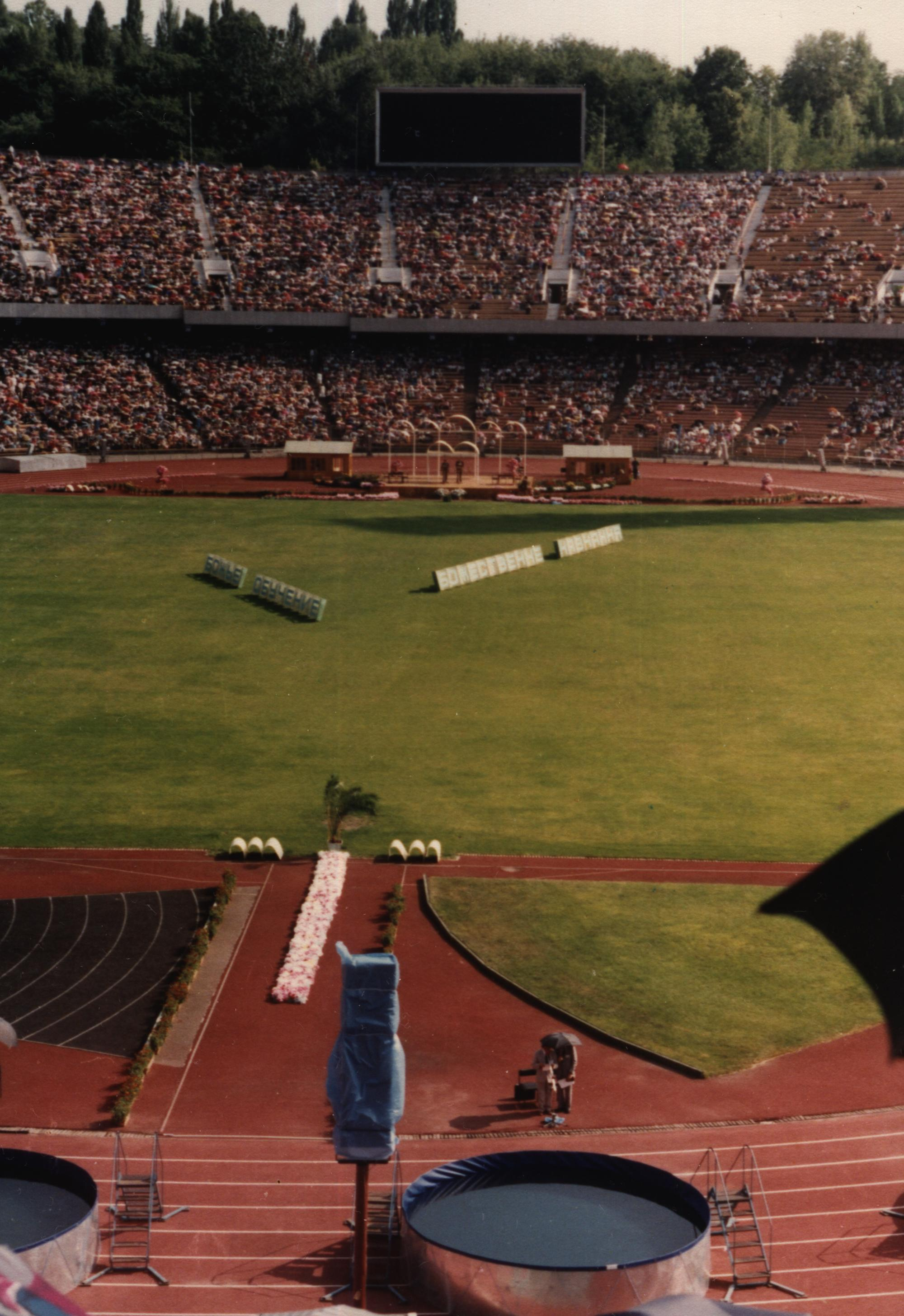
Kongres międzynarodowy w Kijowie

W dniach od 5 do 8 sierpnia odbył się pierwszy kongres międzynarodowy, zorganizowany na Ukrainie. Na Stadionie Republikańskim w Kijowie uczestniczyło w nim 64 714 osób, w tym ponad 50 tysięcy delegatów z przeszło 30 krajów m.in. z Polski. Prawie 53 000 delegatów przybyło z Armenii, Gruzji, Kazachstanu, Kirgistanu, Mołdawii, Rosji i Ukrainy. Przemówienia członków Ciała Kierowniczego i krótkie sprawozdania delegatów z różnych krajów, przedstawiano w języku angielskim, które tłumaczono jednocześnie na 16 języków. Chrzest przyjęły 7402 osoby, co jest „rekordową” liczbą ochrzczonych za jednym razem (w ciągu jednego kongresu).
Większość delegatów zakwaterowano w hotelach, domach i mieszkaniach współwyznawców i szkołach, a 1800 osób ulokowano na sześciu statkach rzecznych.
W pracach przygotowawczych do zgromadzenia uczestniczyło tysiące wolontariuszy, w tym Świadkowie Jehowy z Polski i Niemiec. Stadion w czasie weekendów był użytkowany jako bazar handlowy. Nikomu dotąd nie udzielono zgody na zamknięcie tego targu. Świadkowie Jehowy taką zgodę otrzymali, a obiekt wyremontowali i wysprzątali, opłacili też koszty przejazdów dla delegatów środkami komunikacji miejskiej.
Ogłoszono wydanie i udostępniono w języku ukraińskim i rosyjskim broszurę „Na czym polega sens życia?”.
Po zgromadzeniu 2500 osób zainteresowanych, poprosiło o kontakt w sprawie uzyskania informacji o prowadzonej przez Świadków Jehowy działalności religijnej. Kongres przyczynił się do wzrostu liczebnego Świadków Jehowy w Kijowie.
Ogółem w dwóch zgromadzeniach na Ukrainie uczestniczyły 69 333 osoby, a 7797 zostało ochrzczonych.

## Pozostałe kongresy
Oprócz serii kongresów międzynarodowych w około 150 krajach na całym świecie zorganizowano setki zgromadzeń okręgowych, w samej tylko Europie Wschodniej – 45.

### Polska
W Polsce zorganizowano 13 kongresów.
- Od 8 do 11 lipca:
  - Warszawa (stadion KS Legia; przeszło 13 000 obecnych, 352 osoby ochrzczono[26][27][28])
  - Szczecin (stadion KS Arkonia)
  - Wałbrzych (stadion)

- Od 15 do 18 lipca:
  - Poznań (stadion Olimpia)
  - Kraków (Stadion Cracovii). W zamian za udostępnienie stadionu, Świadkowie Jehowy wykonali szeroki zakres robót remontowych i porządkowych[29][30][31][32] (ponad 10,5 tysiąca obecnych, wśród 296 osób, które zostały ochrzczone była Agnieszka Czopek[33])
  - Białystok (stadion BKS Hetman)

- Od 22 do 25 lipca:
  - Wrocław (Stadion Olimpijski)
  - Stalowa Wola (stadion Stali)
  - Gdańsk (stadion BKS Lechia)
  - Łódź (stadion KS Start)[34]

- Od 29 lipca do 1 sierpnia:
  - Chorzów (Stadion Śląski; ponad 30 tysięcy obecnych)[35]
  - Lublin (stadion RKS Motor)
  - Bydgoszcz (stadion WKS Zawisza)[36][4][37]

W kongresach w Polsce ogółem uczestniczyło 152 371 osób, a 4352 zostały ochrzczone.

### Kongresy na świecie
- Albania. W pierwszym kongresie, który zorganizowano w tym kraju uczestniczyło 598 osób (m.in. z Albanii, Austrii, Francji, Grecji, Szwajcarii i Włoch). Ochrzczono 39 osób[13][38].
- Austria. Kongresy w Austrii odbyły się w Innsbrucku (w j. niemieckim oraz migowym), Linzu (w j. niemieckim, migowym oraz chorwackim) i w Wiedniu[39].
- Bahama. Dla Haitańczyków zorganizowano dla nich pierwszy kongres na Bahamach w języku kreolskim[40].
- Bułgaria. W Bułgarii kongres zorganizowano w Sofii. Liczba obecnych wyniosła 704 osoby, 45 zostało ochrzczonych[13].
- Czechy. W dwóch zgromadzeniach w Czechach, w Pradze i Brnie, liczba obecnych wyniosła 20 025 osób, a ochrzczono 620 osób[13].
- Chorwacja. W Zagrzebiu w Chorwacji w kongresie uczestniczyły 5003 osoby, a 157 ochrzczono[13].
- Dania. Na kongresach w Danii ogłoszono wydanie Pisma Świętego w Przekładzie Nowego Świata z przypisami w języku duńskim[41].
- Estonia. W Tallinnie w Estonii odbyły się dwa zgromadzenia, jedno w języku estońskim, a drugie – w języku rosyjskim. Ogólna liczba obecnych wyniosła 4732 osób, 383 zostało ochrzczonych[13].
- Etiopia. W dniach od 13 stycznia do 15 stycznia 1994 roku kongres zorganizowano na Stadionie Miejskim w Addis Abebie w Etiopii. Przybyło około 270 delegatów z 16 państw, w tym z Dżibuti, Jemenu i Erytrei – krajów, gdzie ich działalność jest zakazana lub ograniczona. Ponad połowa delegatów przyjechała z Europy (m.in. z Holandii, Niemiec, Wielkiej Brytanii i Włoch), Ameryki Północnej (z Kanady i Stanów Zjednoczonych). W kongresie uczestniczyły też delegacje z Izraela oraz Kenii. Przemówienia wygłaszali m.in. członkowie Ciała Kierowniczego: William Lloyd Barry i Daniel Sydlik. W zgromadzeniu uczestniczyli również pierwsi misjonarze Szkoły Gilead, którzy w latach 50. XX wieku zapoczątkowali działalność w Etiopii. Dodatkowo obecni otrzymali wydane w języku amharskim książki: „Twoja młodość – korzystaj z niej jak najlepiej” (wydana w j. angielskim w roku 1976), „Droga do szczęścia w życiu rodzinnym” (wydana w j. angielskim w roku 1978) oraz broszurę „Świadkowie Jehowy w spełnianiu woli Bożej na całym świecie” (wydana w j. angielskim w roku 1986). Ogólna liczba obecnych wyniosła 9556, a 530 zostało ochrzczonych. Kongres był szeroko komentowany w mediach i przyczynił się do rozwoju działalności w Etiopii[42][8].
- Grecja. W sześciu zgromadzeniach zorganizowanych w Grecji uczestniczyły 19 433 osoby. Albert D. Schroeder z Ciała Kierowniczego ogłosił wydanie Chrześcijańskich Pism Greckich w Przekładzie Nowego Świata w języku greckim, które zostały udostępnione obecnym[43].
- Japonia. Na kongresach w Japonii ogłoszono wydanie dużym drukiem Pisma Świętego w Przekładzie Nowego Świata w czterech tomach w języku japońskim[41].
- Kirgistan. W kongresie w Biszkeku w Kirgistanie uczestniczyło 5678 osób, a 604 zostały ochrzczone[13].
- Macedonia. W zgromadzeniu zorganizowanym w Macedonii wzięły udział 642 osoby, a 27 ochrzczono[13].
- Meksyk. W listopadzie i grudniu 1993 roku w 74 miastach Meksyku odbyło się 161 zgromadzeń, w których uczestniczyło 830 040 osób, a 15 662 ochrzczono[44].
- Niemcy. Na zgromadzeniu, które odbyło się w dniach od 22 do 25 lipca na Stadionie Olimpijskim w Monachium w Niemczech cały program przedstawiono w języku niemieckim, chorwackim i serbskim. Wśród uczestników znaleźli się między innymi delegaci z Niemiec, Albanii, Bośni i Hercegowiny, Chorwacji, Czarnogóry, Macedonii, Rosji, Rumunii, Serbii, Słowenii, Ukrainy i Węgier[16]. Kongresy odbyły się również w Aue, Berlinie, Bochum, Bremie, Dreźnie (również w niemieckim języku migowym), Duisburgu, Frankfurcie (również w języku angielskim), Friedrichshafen, Gelsenkirchen (w języku tureckim), Hanowerze, Karlsruhe, Kolonii (dwa zgromadzenia: w języku greckim, portugalskim i włoskim oraz w języku niemieckim i niemieckim języku migowym), Meckenheim (w języku francuskim), Neumünster (również w niemieckim języku migowym), Norymberdze, Offenburgu oraz Saarbrücken[39].
- Rumunia. W Rumunii odbyło się 9 zgromadzeń, w których uczestniczyło 36 615 osób, a 2375 zostało ochrzczonych[13].
- Rwanda. W grudniu w zgromadzeniu w Rwandzie wzięło udział 4075 osób, w tym 2080 głosicieli z Rwandy. Ochrzczono 230 osób, z których prawie 150 podjęło w następnym miesiącu pomocniczą służbę pionierską[45].
- Serbia. W dniach od 19 do 22 sierpnia w kongresie w Belgradzie w Serbii, uczestniczyło 3421 osób, w tym około 215 z terenów objętych walkami w Bośni. Ochrzczono 174 osoby[13].
- Słowacja. W dwóch zgromadzeniach na Słowacji brało udział 13 215 osób, a 473 ochrzczono[13].
- Słowenia. W zgromadzeniu w Słowenii uczestniczyło 1961 osób, 69 zostało ochrzczonych[13].
- Stany Zjednoczone. W Stanach Zjednoczonych zorganizowano przeszło 150 kongresów[7].
- Szwajcaria. W dniach od 8 do 11 lipca kongres w języku angielskim, francuskim, hiszpańskim i portugalskim odbył się w Genewie w Szwajcarii. W Zurychu odbył się w dniach od 15 do 18 lipca w języku włoskim, w dniach od 22 do 25 lipca oraz od 29 lipca do 1 sierpnia – w języku niemieckim[39].
- Turcja. W kongresie w Turcji uczestniczyło 1510 osób, a 44 zostały ochrzczone[46].
- Węgry. Na Węgrzech odbyło się 5 zgromadzeń. Liczba obecnych wyniosła 22 191 osób, ochrzczono 798 osób[13].
- Wyspy Świętego Tomasza i Książęca. W styczniu 1994 roku odbyło się pierwsze tego rodzaju zgromadzenie na Wyspach Świętego Tomasza i Książęcej, w którym uczestniczyło 405 osób[47][48].

## Ważne punkty programu
- Dramaty biblijne (przedstawienia):
  - Młodzi, którzy już teraz pamiętają o swym Stwórcy
  - Nie błądźcie i nie naśmiewajcie się z Boga
- Wykład publiczny: Pouczenia niosące pomoc w tych krytycznych czasach

Każdy dzień miał myśl przewodnią, która uwypuklała jakiś aspekt pouczeń Bożych. Mottem programu pierwszego dnia były słowa „Poznawanie nauki pochodzącej od Boga” (Jn 7:17), drugiego: „Stale bądź ozdobą nauki Zbawiciela naszego, Boga” (Tyt 2:10), trzeciego: „W dalszym ciągu nauczajcie ludzi ze wszystkich narodów” (Mt 28:19, 20), a ostatniego: „Odnośmy pożytek z pouczeń od Boga” (Iz 48:17). Program składał się z przemówień, pokazów, wywiadów i przedstawień uwypuklających myśl przewodnią zgromadzenia. W 1993 roku minęło 50 lat od założenia Biblijnej Szkoły Strażnicy – Gilead, w związku z tym na kongres do swoich rodzinnych krajów, zaproszono 1167 misjonarzy, którzy przedstawili krótkie relacje z prowadzonej działalności kaznodziejskiej.